# Marko Grujić
Marko Grujić (tiếng Serbia: Марко Грујић, phát âm là [mâːrko ɡrûːjitɕ]) sinh ngày 13 tháng 4 năm 1996 là một cầu thủ bóng đá chuyên nghiệp người Serbia chơi ở vị trí tiền vệ cho câu lạc bộ của Bồ Đào Nha là Porto theo dạng cho mượn từ câu lạc bộ của Anh là Liverpool và đội tuyển quốc gia Serbia.
Là người gốc Belgrade, Grujić bắt đầu sự nghiệp của mình với câu lạc bộ quê nhà Red Star Belgrade. Anh đã có trận ra mắt chuyên nghiệp vào năm 2013 và giành được danh hiệu SuperLiga trong mùa giải cuối cùng của mình với Red Star trước khi hoàn tất việc chuyển đến Liverpool trị giá 5,1 triệu bảng.
Grujić là một tuyển thủ Serbia và đã đại diện cho Serbia ở mọi cấp độ trẻ từ dưới 16 tuổi trở lên trước khi có trận ra mắt quốc tế đầy đủ vào tháng 5 năm 2016. Anh cũng là nhân tố của đội trẻ U20 Serbia đã vô địch giải U-20 thế giới 2015.

## Sự nghiệp câu lạc bộ

### Red Star Belgrade
Grujić sinh ra ở Belgrade, Nam Tư (nay là Serbia) và là sản phẩm của lò đào tạo trẻ Red Star Belgrade. Anh có trận ra mắt chuyên nghiệp cho Red Star vào ngày 26 tháng 5 năm 2013, trong một trận đấu tại giải SuperLiga Serbia gặp Vojvodina.
Vào ngày 17 tháng 5 năm 2015, Grujić đã ký hợp đồng ba năm với Red Star kéo dài đến năm 2018. Grujić ghi bàn thắng đầu tiên của mình vào ngày 26 tháng 9 năm 2015 trước Novi Pazar trong chiến thắng 2–0; anh cũng kiến tạo cho Aleksandar Katai ghi bàn thứ hai. Grujić là một phần trong chuỗi chiến thắng kỷ lục của Red Star, khi câu lạc bộ lập kỷ lục mới về số trận thắng liên tiếp: 19 trận, kết thúc nửa đầu mùa giải mà không thua một trận.

### Liverpool
Trong suốt kỳ chuyển nhượng mùa hè, Grujić đã được một số đội bóng hàng đầu châu Âu săn đón, bao gồm Liverpool, Inter Milan, Juventus, Chelsea và AC Milan. Huấn luyện viên của Liverpool, Jürgen Klopp, đã gọi điện riêng với Grujić để thuyết phục anh ấy chuyển sang Anfield, nhưng ban đầu cha của Grujic đã phản đối việc con trai mình chuyển đến Liverpool. Trợ lý của Klopp, ông Željko Buvač đã bay đến tận Belgrade để nói chuyện với Grujić và vào ngày 6 tháng 1 năm 2016, truyền thông báo chí đã xác nhận rằng Grujić đã hoàn tất việc chuyển đến thi đấu tại Premier League cho câu lạc bộ Liverpool. Mức phí ký hợp đồng với thời hạn 5 năm được báo cáo là 5,1 triệu bảng. Sau khi gia nhập, Grujić ca ngợi Klopp vì đã thuyết phục anh gia nhập và nói với báo chí rằng "Tôi sẽ chọn Liverpool thay vì Real Madrid và Barcelona."
Anh không thi đấu ngay cho Liverpool mà được cho Red Star mượn lại cho đến cuối mùa giải với mức phí 740.000 bảng. Sau đó anh cùng CLB cũ đã giành được danh hiệu vô địch SuperLiga vào cuối mùa. Grujić đã kết thúc mùa giải với 29 lần ra sân, 6 bàn thắng, 7 pha kiến tạo và được bầu chọn vào Đội hình SuperLiga của năm vì đóng góp vào mùa giải bất bại của Red Star.
Vào ngày 20 tháng 8 năm 2016, Grujić có trận ra mắt tại Premier League cho Liverpool trong trận hòa 0-0 trước Burnley khi vào sân thay cho Adam Lallana ở phút 78. Grujić sau đó đã đến với Cardiff City và Berlin ở Bundesliga theo dạng cho mượn.

## Sự nghiệp quốc tế
Grujić góp mặt cho đội tuyển Serbia ở tất cả các cấp độ trẻ từ dưới 16 tuổi đến dưới 21 tuổi, và là thành viên của đội tuyển U20 Serbia đã giành chức vô địch U-20 World Cup 2015 tại New Zealand.
Vào tháng 5 năm 2016, Grujić có trận ra mắt quốc tế đầy đủ cho đội tuyển quốc gia Serbia sau khi vào sân thay cho Nemanja Matić trong chiến thắng 2-1 trước Síp.
Vào tháng 5 năm 2018, anh có tên trong đội hình sơ bộ của Serbia cho vòng chung kết World Cup 2018 tại Nga.
Vào tháng 6 năm 2018, anh được chọn vào danh sách chính thức 23 cầu thủ của đội tuyển Serbia tham dự World Cup 2018 nhưng anh không ra sân ở bất kỳ trận đấu nào ở đó.

## Phong cách chơi
Với chiều cao 1,91m Grujić được mô tả là "cao, dẻo dai, thoải mái khi cầm bóng và chuyền bóng tốt" và được mệnh danh là "Nemanja Matić mới" vì vẻ ngoài của anh với tiền vệ phòng ngự đồng hương khác, Nemanja Matić.

## Thống kê sự nghiệp

### Câu lạc bộ
Tính đến ngày 19 tháng 5 năm 2021
| Câu lạc bộ          | Mùa giải            | Giải đấu             | Hạng | Hạng | Cúp quốc gia | Cúp quốc gia | Cúp liên đoàn | Cúp liên đoàn | Châu Âu | Châu Âu | Khác | Khác | Tổng cộng | Tổng cộng |
| Câu lạc bộ          | Mùa giải            | Giải đấu             | Trận | Bàn  | Trận         | Bàn          | Trận          | Bàn           | Trận    | Bàn     | Trận | Bàn  | Trận      | Bàn       |
| ------------------- | ------------------- | -------------------- | ---- | ---- | ------------ | ------------ | ------------- | ------------- | ------- | ------- | ---- | ---- | --------- | --------- |
| Red Star Belgrade   | 2012–13             | Serbian SuperLiga    | 1    | 0    | 0            | 0            | 0             | 0             | 0       | 0       | 0    | 0    | 1         | 0         |
| Red Star Belgrade   | 2014–15             | Serbian SuperLiga    | 9    | 0    | 1            | 0            | 0             | 0             | 0       | 0       | 0    | 0    | 10        | 0         |
| Red Star Belgrade   | 2015–16             | Serbian SuperLiga    | 29   | 6    | 1            | 0            | 0             | 0             | 0       | 0       | 0    | 0    | 30        | 6         |
| Red Star Belgrade   | Tổng cộng           | Tổng cộng            | 39   | 6    | 2            | 0            | 0             | 0             | 0       | 0       | 0    | 0    | 41        | 6         |
| Kolubara (mượn)     | 2014–15             | Serbian First League | 5    | 2    | 0            | 0            | 0             | 0             | 0       | 0       | 0    | 0    | 5         | 2         |
| Liverpool           | 2016–17             | Premier League       | 5    | 0    | 0            | 0            | 3             | 0             | 0       | 0       | 0    | 0    | 8         | 0         |
| Liverpool           | 2017–18             | Premier League       | 3    | 0    | 0            | 0            | 1             | 0             | 2       | 0       | 0    | 0    | 6         | 0         |
| Liverpool           | 2020–21             | Premier League       | 0    | 0    | 0            | 0            | 2             | 1             | 0       | 0       | 0    | 0    | 2         | 1         |
| Liverpool           | Tổng cộng           | Tổng cộng            | 8    | 0    | 0            | 0            | 6             | 1             | 2       | 0       | 0    | 0    | 16        | 1         |
| Cardiff City (mượn) | 2017–18             | Championship         | 13   | 1    | 1            | 0            | 0             | 0             | 0       | 0       | 0    | 0    | 14        | 1         |
| Hertha BSC (mượn)   | 2018–19             | Bundesliga           | 22   | 5    | 1            | 0            | 0             | 0             | 0       | 0       | 0    | 0    | 23        | 5         |
| Hertha BSC (mượn)   | 2019–20             | Bundesliga           | 29   | 4    | 2            | 0            | 0             | 0             | 0       | 0       | 0    | 0    | 31        | 4         |
| Hertha BSC (mượn)   | Tổng cộng           | Tổng cộng            | 51   | 9    | 3            | 0            | 0             | 0             | 0       | 0       | 0    | 0    | 54        | 9         |
| Porto (mượn)        | 2020–21             | Primeira Liga        | 23   | 2    | 0            | 0            | 5             | 0             | 8       | 0       | 0    | 0    | 36        | 2         |
| Tổng cộng sự nghiệp | Tổng cộng sự nghiệp | Tổng cộng sự nghiệp  | 139  | 20   | 6            | 0            | 11            | 1             | 10      | 0       | 0    | 0    | 166       | 21        |

### Quốc tế
Tính đến ngày 18 tháng 11 năm 2022.
| Serbia    | Serbia | Serbia |
| Năm       | Trận   | Bàn    |
| --------- | ------ | ------ |
| 2016      | 3      | 0      |
| 2017      | 1      | 0      |
| 2018      | 3      | 0      |
| 2020      | 2      | 0      |
| 2021      | 5      | 0      |
| 2022      | 4      | 0      |
| Tổng cộng | 18     | 0      |

## Danh hiệu

### Câu lạc bộ

#### Red Star Belgrade
- Vô địch quốc gia Serbia: 2015-16

### Quốc tế

#### U20 Serbia
- FIFA U-20 World Cup: 2015

### Cá nhân
- Đội hình tiêu biểu tại giải Vô địch quốc gia Serbia mùa giải 2015-16